# 모리모토 쓰카사
모리모토 쓰카사(일본어: 森本 良, 1988년 6월 24일 ~ )는 일본의 전 축구 선수이다.

## 구단 경력
과거 사간 도스, 요코하마 FC, SC 사가미하라에서 활동하였다.